# Campos dos Goytacazes
Campos dos Goytacazes è un comune del Brasile nello Stato di Rio de Janeiro, parte della mesoregione del Norte Fluminense e della microregione di Campos dos Goytacazes.
Il comune è suddiviso in 14 distretti: Campos dos Goytacazes (sede comunale), Dores de Macabu, Ibitioca, Morangaba, Morro do Coco, Mussurepe, Santa Maria, Santo Amaro de Campos, Santo Eduardo, São Sebastião de Campos, Serrinha, Tocos, Travessão de Campos e Vila Nova de Campos.